# John Hurley Flavell
 John Hurley Flavell (Rockland, 9 de agosto de 1928-25 de marzo de 2025) fue un epistemólogo, psicólogo y teórico cognitivo estadounidense, considerado como el pionero del concepto de Metacognición, también conocido como la “Teoría de la mente”.

## Biografía
Nació en Rockland el 9 de agosto de 1928. Graduado de la Universidad de Harvard se interesó por la Psicología del desarrollo. En 1979 John Hurley Flavell presenta su concepto de lo que se llamó Metacognición.

## La Metacognición
“La metacognición” o “Teoría de la mente” es la capacidad que tiene una persona para prever el estado mental propio y de otras personas. Se cree que el desarrollo de esta habilidad permite advertir las intenciones de otras personas y percibir a profundidad las propias. La capacidad de la “metacognición” surge a lo largo de la infancia y puede fortalecerse con la madurez cognitiva.

## Los cuatro componentes para controlar la actividad cognitiva
- Conocimientos Metacognitivos
- Experiencias Metacognitivas
- Metas Cognitivas
- Estrategias Metacognitivas[6]

## Obra
- 1979, Cognitive Development
- 1982, La Psicología Evolutiva de Jean Piaget
- 1985, The Developmental